# Jack Cooper Love
Jack Cooper Love (Aneby, 25 dicembre 2001) è un calciatore svedese di origine inglese, attaccante del Roda JC in prestito dal Burton Albion.

## Biografia
È nato in Svezia da genitori inglesi, provenienti entrambi da Bury.

## Carriera
Cooper Love ha iniziato la sua carriera nell'Aneby SK, piccola squadra con cui ha anche debuttato giovanissimo in prima squadra realizzando 10 reti in 21 presenze nella sesta serie nazionale tra il 2016 e il 2017.
Nel 2017 è entrato a far parte dell'Elfsborg, rimanendo inizialmente all'interno del settore giovanile. Quattro anni più tardi, nel 2021, ha collezionato le prime presenze in prima squadra, con due apparizioni in Coppa di Svezia, sei nella prima metà del campionato di Allsvenskan di quella stagione e una in UEFA Europa Conference League, partita quest'ultima in cui ha anche segnato la prima rete ufficiale in giallonero (nel 5-0 in trasferta contro i moldavi del Milsami Orhei). Il 13 settembre 2021 è stato girato in prestito fino alla fine dell'anno al club di seconda serie dell'Örgryte, con cui ha disputato le rimanenti nove partite della Superettan 2021 senza però mai segnare.
Prima dell'inizio del campionato 2022 è stato girato in prestito annuale allo Skövde AIK, formazione neopromossa del campionato di Superettan 2022. Con le sue 14 reti in 27 presenze, ha trascinato la squadra al quinto posto, posizionandosi anche al quarto posto nella classifica marcatori e venendo inoltre premiato come miglior giovane dell'anno del torneo. Oltre a ciò, nel corso della stagione ha comunque giocato anche due partite in Allsvenskan con l'Elfsborg, grazie al doppio tesseramento.
Rientrato dal prestito, Cooper Love è tornato a far parte della prima squadra dell'Elfsborg, con cui ha totalizzato undici presenze (tutte dalla panchina) e una rete nella prima parte dell'Allsvenskan 2023. Successivamente è stato nuovamente oggetto di un prestito, questa volta all'Halmstad, anch'esso militante nella massima serie, concludendo questa parentesi con 2 gol in 16 apparizioni, metà delle quali da titolare. A partire dal gennaio 2024 è stato oggetto di un ulteriore prestito, in quest'occasione al GAIS, club neopromosso nell'Allsvenskan 2024.
Ha iniziato la stagione 2024 ancora in prestito, in questo caso al GAIS, squadra neopromossa in Allsvenskan. Nella prima parte di campionato ha realizzato 4 reti in 9 presenze, fintanto che il 16 luglio è stato ceduto a titolo definitivo dall'Elfsborg (squadra proprietaria del suo cartellino) al Burton Albion, nella terza serie inglese.